# Alberto Blanco
Luis Alberto Blanco Saavedra (ur. 8 stycznia 1978 w Panamie) – panamski piłkarz występujący na pozycji pomocnika.

## Kariera klubowa
Blanco zawodową karierę rozpoczynał w 1998 roku w klubie San Francisco FC. W 2001 roku trafił do mołdawskiego Sheriffu Tyraspol. Spędził tam 4 lata. W tym czasie zdobył z klubem 4 mistrzostwa Mołdawii (2002, 2003, 2004, 2005), 3 Superpuchary Mołdawii (2003, 2004, 2005) oraz Puchar Mołdawii (2002).
W 2005 roku odszedł do rosyjskiej Ałaniji Władykaukaz. W tym samym roku został graczem emirackiego Al-Ain FC. Na początku 2006 roku podpisał kontrakt z saudyjskim An-Nassr. W 2007 roku wrócił do Panamy, gdzie został graczem ekipy Plaza Amador. W tym samym roku przeszedł do San Francisco FC. W sezonie 2007 wywalczył z nim wicemistrzostwo Apertura.
Na początku 2008 roku Blanco przeniósł się do kolumbijskiego Atlético Junior, jednak latem tego samego roku powrócił do San Francisco. Zdobył z nim mistrzostwo Apertura, a w 2009 roku odszedł do izraelskiego Maccabi Netanja. W tym samym roku ponownie jednak trafił do San Francisco. Zdobył z nim również mistrzostwo Apertura. W 2010 roku odszedł do Chorrillo Balboa.

## Kariera reprezentacyjna
W reprezentacji Panamy Blanco zadebiutował w 2000 roku. 20 czerwca 2004 roku w wygranym 3:0 meczu eliminacji Mistrzostw Świata 2006 z Saint Lucia strzelił pierwszego gola w drużynie narodowej.
W 2005 roku został powołany do kadry na Złoty Puchar CONCACAF. Zagrał na nim w pojedynkach z Kolumbią (1:0), Trynidadem i Tobago (2:2), Hondurasem (0:1), RPA (1:1, 5:3 w rzutach karnych), ponownie z Kolumbią (3:2) oraz ze Stanami Zjednoczonymi (0:0, 1:3 w rzutach karnych). Tamten turniej Panama zakończyła na 2. miejscu.
W 2007 roku Blanco ponownie wziął udział w Złotym Pucharze CONCACAF. Wystąpił na nim w 3 meczach: z Hondurasem (3:2), Kubą (2:2), i Stanami Zjednoczonymi (1:2). Z tamtego turnieju Panama odpadła w ćwierćfinale.
W 2009 roku po raz trzeci znalazł się w drużynie na Złoty Puchar CONCACAF. Zagrał tam w spotkaniu z Nikaraguą (4:0), a Panama ponownie zakończyła turniej na ćwierćfinale.